# Together (ナオト・インティライミの曲)
「together」は、ナオト・インティライミによる楽曲。彼の17枚目のシングルとして2016年3月30日にユニバーサルシグマから発売された。

## 概要
「together」は2015年の15枚目のシングル「いつかきっと」に続き、2年連続で広瀬すずと中川大志が出演する資生堂SEA BREEZEのCMソングとして書き下ろされた楽曲。今年は広瀬すず・中川大志に加えて、恋のライバルとして新たに松岡広大が出演している。

## 収録曲
全作曲：ナオト・インティライミ
1. together [4:35]
  - 作詞：ナオト・インティライミ、SHIKATA、佐伯ユウスケ、編曲：SHIKATA、華原大輔

「資生堂SEA BREEZE」CMソング
2. Caliente [4:10]
  - 作詞：ナオト・インティライミ、編曲：大久保薫、ナオト・インティライミ
3. together（Instrumental） [4:35]
4. Caliente（Instrumental） [4:10]